# (2725) David Bender
(2725) David Bender – planetoida z grupy pasa głównego asteroid okrążająca Słońce w ciągu 5 lat i 106 dni w średniej odległości 3,03 j.a. Została odkryta 7 listopada 1978 roku w Obserwatorium Palomar przez Eleanor Helin i Schelte Busa. Nazwa planetoidy pochodzi od Davida Bendera, amerykańskiego astronoma. Przed nadaniem nazwy planetoida nosiła oznaczenie tymczasowe (2725) 1978 VG3.